# كيث بيشوب
كيث بيشوب (11 مارس 1949 في المملكة المتحدة - ) (بالإنجليزية: Keith Bishop)‏ هو لاعب كريكت بريطاني. لعب مع Suffolk County Cricket Club ‏.

## وصلات خارجية
- كيث بيشوب على موقع إي آس بي آن كريك إنفو (الإنجليزية)